# Finanspolitiska rådet
Finanspolitiska rådet är en myndighet i Sverige som bildades den 1 augusti 2007. I samband med inrättandet lades myndigheten Ekonomiska  rådet ned.
Finanspolitiska rådet består av sex ledamöter och bistås av ett kansli med fem anställda. Rådets uppgift är att göra en oberoende granskning av regeringens finanspolitik.
Rådet ska bedöma om finanspolitiken är förenlig med långsiktigt hållbara offentliga finanser samt de budgetpolitiska målen, i synnerhet överskottsmålet och utgiftstaket. Rådet ska även bedöma om finanspolitiken ligger i linje med konjunkturutvecklingen, långsiktigt uthållig tillväxt och långsiktigt hållbar sysselsättning. Det är också rådets uppgift att granska tydligheten i budgetpropositionerna och vårpropositionerna samt kvaliteten i de underlag som regeringen baserar sina bedömningar på. Slutligen ska rådet verka för en ökad offentlig diskussion i samhället om den ekonomiska politiken.

## Rådets ledamöter
Ordförande i det särskilda rådet är Lars Heikensten (från juli 2020). Övriga ledamöter (2024–2025) är Annika Sundén (vice ordförande), Jesper Roine, Karin Edmark och Runar Brännlund.

### Finanspolitiska rådets ordförande
- Lars Calmfors 2007–2011
- Lars Jonung 2011–2013
- John Hassler 2013–2016
- Harry Flam 2016–2020
- Lars Heikensten 2020-

### Finanspolitiska rådets vice ordförande
- Torben Andersen 2007–2011
- Eva Lindström 2011–2014
- Irma Rosenberg 2014–2015
- Yvonne Gustafsson 2015–2017
- Kari Lotsberg 2017–2020
- Lina Aldén 2020–2022
- Lisa Laun 2022–2024
- Annika Sundén 2024–

## Rådets rapporter
Rådets uppgifter fullföljs framför allt genom publiceringen av rapporten Svensk finanspolitik som lämnas till regeringen senast den 15 maj varje år. De år när val hålls till Europaparlamentet ska dock rapporten lämnas senast den 10 maj. Rapporten ska kunna användas som ett underlag bl.a. för riksdagens granskning av regeringens politik. 
Rådet ger även ut fördjupande skrifter i serien Studier i finanspolitik och anordnar årliga konferenser där rådets rapport och underlagsrapporterna diskuteras.